# Iprodione
L'iprodione est un composé chimique utilisé comme fongicide et nématicide.

## Phytopharmacovigilance
L'ANSES a publié en 2018 une fiche de phytopharmacovigilance dédiée à ce pesticide 